# یواس‌اس نرئوس

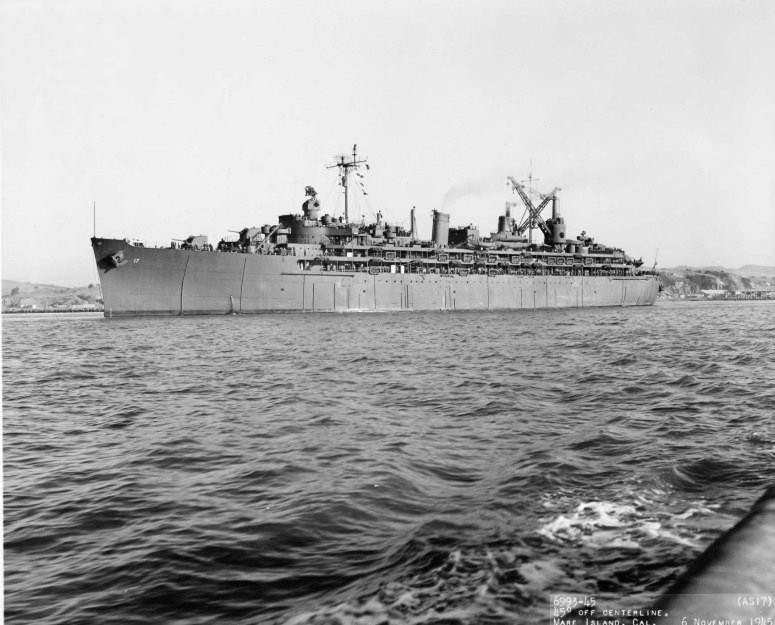
یواس‌اس نرئوس در سال ۱۹۴۵

یواس‌اس نرئوس (به انگلیسی: USS Nereus (AS-17)) یکی از کشتی‌های نیروی دریایی ایالات متحده آمریکا بود که همراه با دو کشتی خواهر (یواس‌اس پروتئوس، و یواس‌اس اوریون) در ۲۷ اکتبر ۱۹۴۵ در مثلث برمودا ناپدید شدند.